# Bryohumbertia walkeri
Bryohumbertia walkeri là một loài Rêu trong họ Dicranaceae. Loài này được (Mitt.) J.-P. Frahm mô tả khoa học đầu tiên năm 1985.